# Alex O'Loughlin
Alexander James O'Loughlin (Canberra, 24 augustus 1976) is een Australisch acteur.

## Carrière
O'Loughlin begon zijn carrière in 2003 met de rol van Ian Mack in een aflevering van de televisieserie White Collar Blue. Het daaropvolgende jaar verscheen hij voor het eerst in een film, als Jack Flange in de film Oyster Farmer. In 2005 speelde hij in de film Feed, waarvan hij zelf een van de makers was. Van 2010 tot 2020 speelde hij de hoofdrol van Steve McGarrett in de politieserie Hawaii Five-0. In de laatste paar jaar van de serie heeft hij verschillende afleveringen geschreven, geproduceerd of geregisseerd.

## Privéleven
O'Loughlin is sinds 2014 getrouwd met surfster en model Malia Jones, met wie hij een zoon heeft sinds 2012. O'Loughlin heeft ook nog een oudere zoon van 1998 uit een eerdere relatie.

## Filmografie
Onderstaande filmografie is exclusief kleine rollen die de acteur speelde waarbij het karakter geen naam had.

## Prijzen en nominaties
| Jaar | Prijs          | Categorie                                | Werk                                                      | Nominatie of winst |
| ---- | -------------- | ---------------------------------------- | --------------------------------------------------------- | ------------------ |
| 2006 | Silver Logie   | Most Outstanding Actor in a Drama Series | The Incredible Journey of Mary Brant                      | Genomineerd        |
| 2013 | AIF Award      | n.v.t.                                   | n.v.t.                                                    | Gewonnen           |
| 2013 | TV Guide Award | Favorite Bromance                        | Hawaii Five-0, als Steve en Danny, gedeeld met Scott Caan | Gewonnen           |

- Biblioteca Nacional de España: XX5004267
- Bibliothèque nationale de France: cb162050236 (data)
- Gemeinsame Normdatei: 1013220285
- International Standard Name Identifier: 0000 0001 2151 2812
- Library of Congress Control Number: no2009045598
- Nederlandse Thesaurus van Auteursnamen: 338281991
- Réseau des bibliothèques de Suisse occidentale: 02-A013590375
- Système universitaire de documentation: 149230494
- Virtual International Authority File: 124979722
- WorldCat: E39PBJqFTGW3KXk7g79DFmvj4q